# Jahodov
Jahodov település Csehországban, Rychnov nad Kněžnou-i járásban. Jahodov Rychnov nad Kněžnou, Vamberk, Slatina nad Zdobnicí, Rybná nad Zdobnicí és Javornice településekkel határos. Lakosainak száma 99 fő (2024. január 1.).

## Népesség
A település lakosságának változását az alábbi diagram mutatja:
| Lakosok száma | 166  | 157  | 131  | 109  | 77   | 92   | 106  | 102  | 110  | 99   |
|               | 1869 | 1900 | 1921 | 1961 | 1980 | 2011 | 2016 | 2019 | 2021 | 2024 |